# Мустафаєв Арсен Ісмаїлович
Мустафа́єв Арсе́н Ісмаї́лович (крим. Arsen Ismail oğlu Mustafaev, нар. 11 червня 1982) — український кримськотатарський футболіст, що виступав на позиції півзахисника. Найбільше відомий завдяки виступам у складі калінінського «Фенікса-Іллічовця» та низці інших українських клубів нижчих ліг. Взяв участь у неофіційних матчах збірної кримських татар з футболу.

## Життєпис
Виступи на професійному рівні Арсен Мустафаєв розпочав у димитровському «Вуглику». Провівши у клубі півсезону, перейшов до лав «Кримтеплиці» з Аграрного, разом з якою здобув бронзові нагороди групи «Б» другої ліги чемпіонату України 2003/04.
Наступний сезон розпочав у калінінському «Феніксі-Іллічовці», що виступав у чемпіонаті України серед аматорів. Допоміг команді посісти друге місце у змаганнях та отримати статус професіонального клубу. У сезоні 2006/07 Мустафаєв у складі «Фенікса-Іллічовця» здобув срібні нагороди групи «Б» другої ліги.
У листопаді 2006 року в складі збірної кримських татар взяв участь у міжнародному футбольному турнірі серед невизнаних збірних ELF Cup, що проходив у Північному Кіпрі. Мустафаєв з'являвся на полі в усіх п'яти поєдинках збірної, однак забитими м'ячами не відзначився.
Другу половину сезону 2008/09 півзахисник провів у складі футбольного клубу «Полтава», з яким здобув чергове «срібло» групи «Б» другої ліги чемпіонату України.
Після закінчення професійної кар'єри продовжив виступи на любительському рівні. Виступав за ялтинську команду «Форос» у чемпіонаті ААФУ та залучався до складу команди Бахчисарайського району в Кубку Меджлісу.

## Досягнення
- Срібний призер групи «Б» другої ліги чемпіонату України (2): 2006/07, 2008/09
- Бронзовий призер групи «Б» другої ліги чемпіонату України (1): 2003/04